# Чемпіонат Європи з художньої гімнастики 1994
Чемпіонат Європи з художньої гімнастики 1994 пройшов з 26 по 29 травня в місті Салоніки, Греція.

## Медалісти
| Дисципліна         | Золото                                                       | Срібло                                                 | Бронза                                                          |
| Команда            | Команда                                                      | Команда                                                | Команда                                                         |
| ------------------ | ------------------------------------------------------------ | ------------------------------------------------------ | --------------------------------------------------------------- |
| Командна першість  | Україна Олена Вітриченко Катерина Серебрянська Олена Шумська | Білорусь Лариса Лук'яненко Ольга Гонтар Тетяна Огризко | Болгарія Марія Петрова Діана Попова Марія Гатева Альбена Ангова |
| Особиста першість  |                                                              |                                                        |                                                                 |
| Абсолютна першість | Марія Петрова (BUL)                                          | Олена Вітриченко (UKR)                                 | Аміна Заріпова (RUS)                                            |
| Вправа з м'ячем    | Аміна Заріпова (RUS) Катерина Серебрянська (UKR)             | Ніхто не нагороджено                                   | Лариса Лук'яненко (BLR) Марія Петрова (BUL)                     |
| Вправа з булавами  | Аміна Заріпова (RUS) Лариса Лук'яненко (BLR)                 | Ніхто не нагороджено                                   | Катерина Серебрянська (UKR)                                     |
| Вправа з скакалкою | Олена Вітриченко (UKR)                                       | Юлія Рослякова (RUS)                                   | Діана Попова (BUL)                                              |
| Вправа з обручем   | Олена Вітриченко (UKR)                                       | Марія Петрова (BUL)                                    | Аміна Заріпова (RUS)                                            |
| Вправа з стрічкою  | Олена Вітриченко (UKR) Катерина Серебрянська (UKR)           | Ніхто не нагороджено                                   | Аміна Заріпова (RUS)                                            |

## Медалісти (групові вправи), юніори
| Дисципліна     | Золото         | Срібло         | Бронза         |
| Групові вправи | Групові вправи | Групові вправи | Групові вправи |
| -------------- | -------------- | -------------- | -------------- |
| 6 обручів      | Греція         | Болгарія       | Росія          |

## Медальний залік
| Місце               | Країна              | Золото | Срібло | Бронза | Загалом |
| ------------------- | ------------------- | ------ | ------ | ------ | ------- |
| 1                   | Україна (UKR)       | 6      | 1      | 1      | 8       |
| 2                   | Росія (RUS)         | 2      | 1      | 4      | 7       |
| 3                   | Болгарія (BUL)      | 1      | 2      | 3      | 6       |
| 4                   | Білорусь (BLR)      | 1      | 1      | 1      | 3       |
| 5                   | Греція (GRE)        | 1      | 0      | 0      | 1       |
| Загалом (5 збірних) | Загалом (5 збірних) | 11     | 5      | 9      | 25      |